# Amarone della Valpolicella

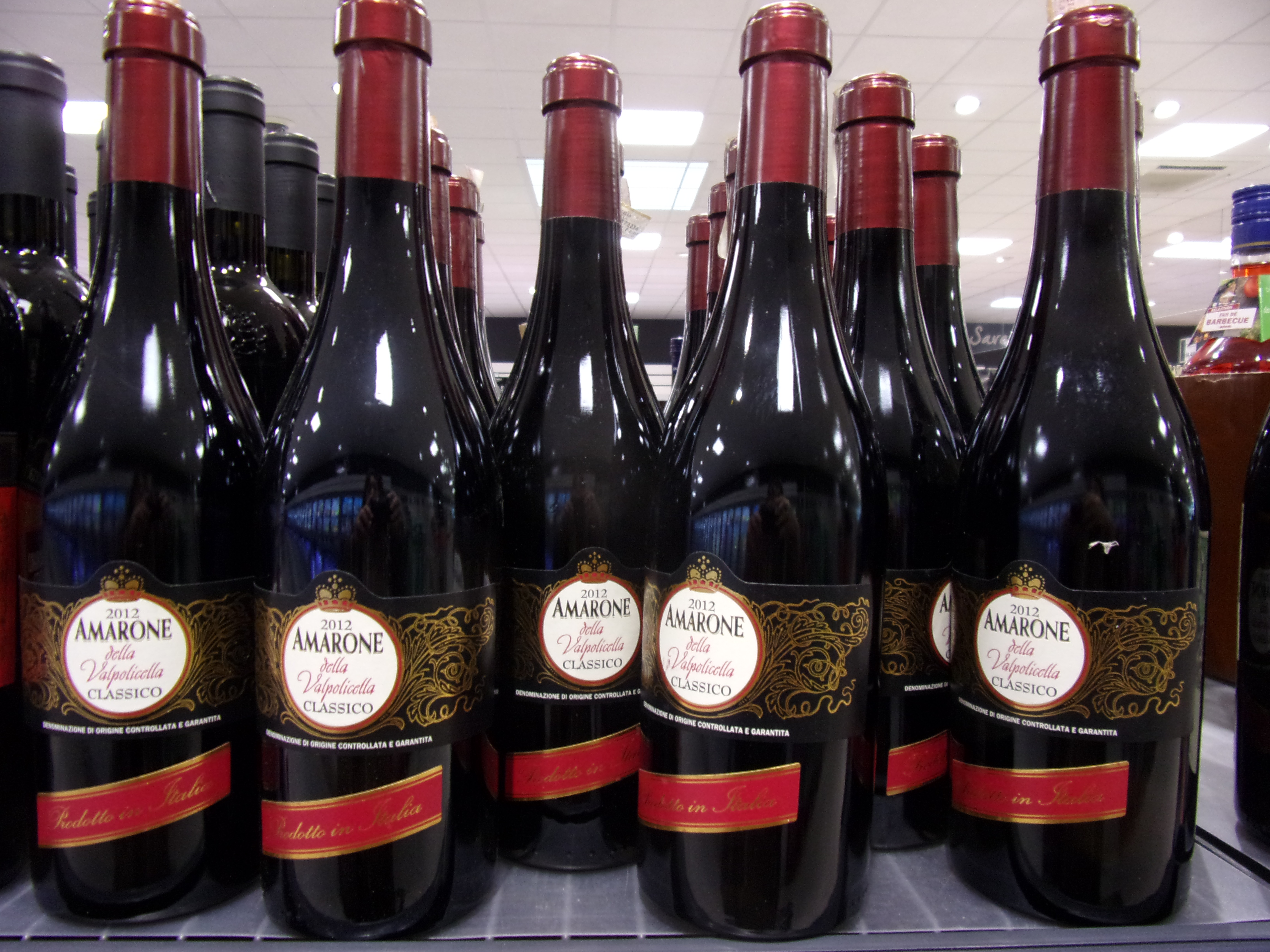
Bouteilles dAmarone della Valpolicella.

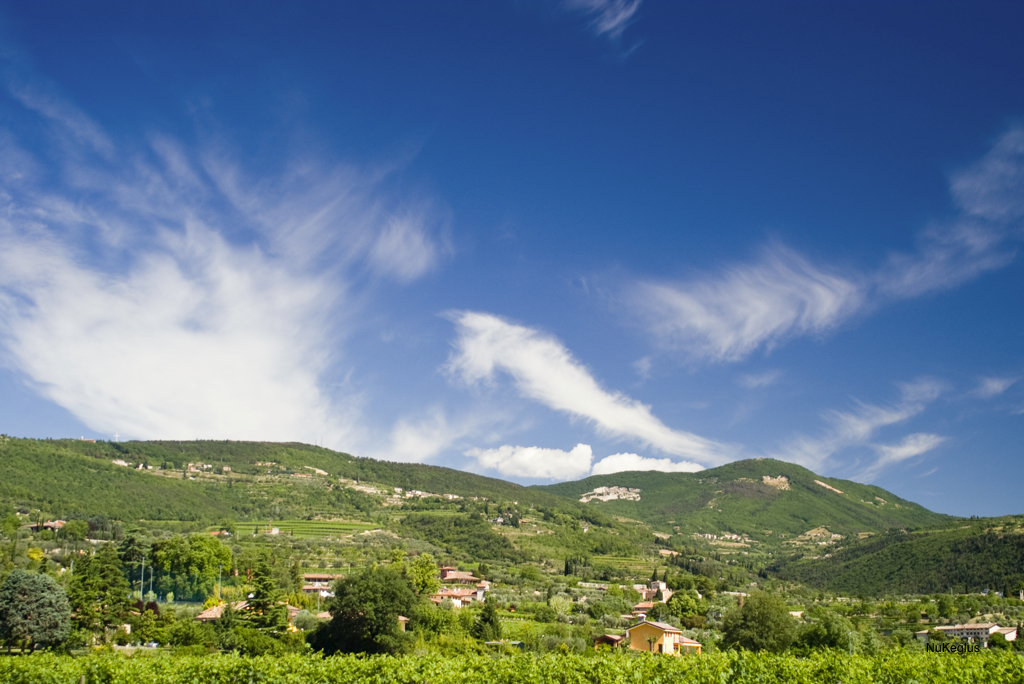
Vignoble de la Valpolicella.

L'Amarone della Valpolicella est un vin de paille rouge sec doté d'une appellation DOCG produit uniquement à Valpolicella dans la province de Vérone, plus précisément dans les communes de Marano, Fumane, Negrar, S. Ambrogio, S. Pietro in Cariano, Dolcè, Verona, S. Martino Buon Albergo, Lavagno, Mezzane, Tregnago, Illasi, Colognola ai Colli, Cazzano di Tramigna, Grezzana, Pescantina, Cerro Veronese, S. Mauro di Saline et Montecchia di Crosara.

## Histoire
Le nom « Amarone » vient du mot « amaro » qui a été adapté pour le distinguer du vin doux  (it) auquel il doit son origine. En fait, Recioto est l'équivalent d'Amarone (quant à la région, les cépages et la typologie), mais celui-là est doux contrairement à celui-ci qui est toujours un vin de paille mais sec.
Le nouvel épithète pour indiquer le Recioto Amer ou Recioto Sec Amarone naît au printemps 1936 dans la « Cantina sociale Valpolicella » : le chef de cave Adelino Lucchese, ayant trouvé par hasard un tonneau de Recioto oublié dans la cave, s'écria, après l'avoir goûté : « Ceci n'est pas un Amaro, c'est un Amarone ». Bref, le Recioto mis en tonneau et oublié, la fermentation a continué jusqu'à en faire un vin sec. Les sucres se sont transformés en alcool et ont fait perdre au vin sa douceur. Ainsi, à ce vin fut donné le nom d'Amarone, par opposition à ce qu'il aurait dû être.
Cassiodoro, le ministre de Théodoric le Grand, roi des Wisigoths, demandait, dans une lettre adressée aux propriétaires fonciers, le vin obtenu grâce à une technique particulière de passerillage des raisins, appelé « Acinatico », le premier ancêtre d'Amarone della Valpolicella.
Les traces de prédilection pour ce vin et pour les raisins utilisés dans sa production apparaissent également dans l'Édit de Rothari, le premier recueil des lois écrites des Lombards. Ce dernier appliquait des peines très sévères pour ceux qui nuisaient aux vignes et de lourdes amendes pour ceux qui volaient les grappes de raisin. Pour les années postérieures à 1000 apr. J.-C., on trouve les traces de quelques actes d'achat et de vente des vignobles de l'aire de production Amarone della Valpolicella. En outre, le vin était considéré comme l'égal de l'argent pour payer les droits féodaux.
Une notation de 1503 montre que l'aire de production d'Amarone della Valpolicella était une vallée riche et célèbre grâce à ses vins.
Les premiers exemplaires de bouteilles d'Amarone sans l'étiquette apparurent seulement au début des années 1900 et elles étaient destinées à l'usage familial et aux amis.
Le vin fut mis sur le marché officiellement à partir de 1953 par la cave Bolla. Il obtint immédiatement un grand succès, quoique auprès d'un public averti de passionnés. La production de ce vin est destinée encore aujourd'hui à un public restreint et elle couvre 10 % de la production totale de vin de cette région.
En 1968, le premier cahier des charges de production fut officiellement approuvé et fut reconnu digne de l'appellation IGP (DOC). Afin de protéger l'identité de diverses typologies incluses dans cette appellation (Valpolicella, Valpolicella Ripasso, Recioto della Valpolicella et Amarone della Valpolicella), le 24 mars 2010 furent établis les décrets ministériels appropriés.

## Situation géographique

### Position géographique
L'aire de production de l'appellation couvre toute la Vénétie de la province de Vérone allant du Lac de Garde jusqu'à la frontière avec la province de Vicence.

### Géologie
Les sols de Valpolicella se constituent à la fois de la désagrégation des formations calcaires dolomitiques de basaltes, et de dépôts morainiques et fluviaux d'origine volcanique. C'est pourquoi ils présentent un degré de variabilité élevé qui détermine un apport hydrique variable de la vigne aux diverses étapes d'évolution et du développement de l'appareil foliaire et, ensuite, pendant la phase de maturation des raisins.

### Climatologie
Le climat de l'aire de production d'Amarone della Valpolicella est doux et pas trop pluvieux. Ceci grâce à la protection de la chaîne de montagnes Lessini (it) au Nord, à la proximité du lac de Garde et à l'exposition vers le Sud des terrains vallonnés. La pluviosité n'excède qu'en hiver et la moyenne annuelle varie entre 850 et 1 000 millimètres.

## Encépagement
Dans la production du vin Amarone della Valpolicella, les cépages utilisés principalement sont les suivants : le Corvina, de 45 à 95 %, le Corvinone (en), qui peut être utilisé à la place de Corvina jusqu'à 50 %, et le Rondinella, dans les proportions de 5 à 30 %.
Les cépages à baies rouges, non aromatiques, admis à la culture dans la province de Vérone peuvent être utilisés également, dans une proportion n'excédant pas 15 % et en respectant la limite de 10 % pour chaque cépage utilisé.
D'autres cépages autochtones, à baies rouges, admis à la culture dans la province de Vérone peuvent être utilisés dans la proportion de 10 %.

## Culture de la vigne
(avril 2024).
Si vous disposez d'ouvrages ou d'articles de référence ou si vous connaissez des sites web de qualité traitant du thème abordé ici, merci de compléter l'article en donnant les références utiles à sa vérifiabilité et en les liant à la section « Notes et références ».
Les terrains humides, en plaine ou sur le fond de la vallée ne sont pas appropriés pour la culture de vignobles utilisés dans la production du vin Amarone della Valpolicella. Par contre, les terrains collinaires s'y prêtent bien.
Le nombre de pieds par hectare ne doit pas être inférieur à 3 300. Les tailles admises sont : la taille en espalier ou la taille en pergola Véronèse.
Toute pratique de forçage est interdite, tandis que l'irrigation secondaire est admise.
Le rendement maximal de raisin par hectare ne doit pas être supérieur à 12 tonnes et le titre alcoométrique naturel minimal du raisin destiné à la vinification doit être de 11 % vol.
Le titre alcoométrique volumique total minimal du vin doit être de 14 % vol.
Le rendement maximal de raisin en vin ne doit pas être supérieur à 40 %.
L'une des phases cruciales dans la production de ce vin est la phase de passerillage qui est définie parfois comme la seconde vendange. Les raisins soumis au passerillage doivent être sains et mûrs non seulement sur la peau mais aussi au cœur de la baie. Celles-ci sont sélectionnées dès la récolte, pendant les deux premières semaines du mois d'octobre. Des grappes lâches ayant les grains pas trop approchés entre eux sont sélectionnées, car une telle structure permet la circulation d'air. Les grains sont distribués en une seule couche sur des caisses en bois appelées « plateaux », ou bien sur les caisses en plastique perforées afin de garantir une meilleure aération et une lavabilité plus facile. Le passerillage des raisins est effectué dans des constructions appropriées, appelées fruitiers. Ceux-ci doivent être exposés de sorte qu'il y ait une aération constante, que la température puisse varier graduellement et qu'il n'y ait pas de stagnation d'humidité.
Les raisins doivent être conservés dans les fruitiers pendant une période allant de 100 à 120 jours, jusqu'au moment où ils perdent au moins la moitié de leur poids. Pendant ces mois, les grappes doivent être contrôlées chaque jour et elles doivent être remuées afin d'identifier et d'éliminer les grains imparfaits.
Au terme du passerillage et après un dernier contrôle, les raisins sont soumis au foulage.
La phase de vinification est suivie d'une période de vieillissement d'au moins 2 ans en récipients en bois. Le vieillissement en tonneau suit la mise en bouteille et une ultérieure période de vieillissement en bouteille, dans les caves, avant d'être mis sur le marché.
Les raisins soumis au passerillage ne peuvent pas être vinifiés avant le 1er décembre.
Toutes les opérations de passerillage, la vinification, le vieillissement et la mise en bouteille doivent être effectuées dans le périmètre de la zone d'appellation AOC (DOCG).

## Propriétés du vin
- Couleur : rouge grenat ;
- Odeur : caractéristique, prononcée ;
- Saveur : pleine, veloutée, chaleureuse ;
- Titre alcoométrique total minimal : 14 % vol ;
- Sucres résiduels : 12 g/l pour les vins ayant le titre alcoométrique effectif de 14 % vol ;
- Acidité totale minimale : 5,5 g/l ;
- Extrait non réducteur minimal : 28,0 g/l ;

L'arôme de ce vin rappelle les fruits secs, le tabac et les épices, grâce à la pourriture noble qui se forme pendant la phase de passerillage. La saveur est très fruitée, très structurée, virile et vigoureuse.

## Gastronomie
L'Amarone della Valpolicella peut accompagner les plats principaux de viande, de gibier, les fromages affinés. C'est également un vin de méditation.

## Appellations
- L'Amarone della Valpolicella portant la dénomination « Classico » doit être produit exclusivement dans la sous-zone comprenant les communes de Fumane, Marano di Valpolicella, Negrar, San Pietro in Cariano, Sant'Ambrogio di Valpolicella.

- L'Amarone della Valpolicella peut porter sur l'étiquette la mention « Valpantena » s'il est produit dans la sous-zone spécifique indiquée dans le cahier des charges de production.

- L'Amarone della Valpolicella avec ou sans la mention de la sous-zone peut porter la mention « Riserva » s'il présente l'extrait non réducteur minimal de 32,0 g/l et s'il a été soumis à une phase de vieillissement de 4 ans au moins depuis le 1er novembre de l'année de la vendange.

## Autres projets
- Wikimedia Commons Contient images ou autres documents concernant Amarone della Valpolicella